# Дзвоники карпатські
Дзво́ники карпатські (Campanula carpatica Jacq.) — вид рослин роду дзвоників, реліктовий ендемічний вид на північно-східній межі свого ареалу.

## Морфологічна характеристика

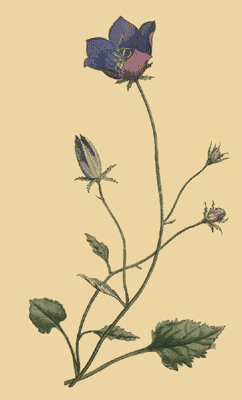
Зображення авторства William Curtis, The Botanical Magazine

Трав'яниста багаторічна рослина. Кореневище видовжене, косо горизонтальне. Стебло висхідне, 15–40 см заввишки, тонкоборозенчасте, негусто вкрите листям. Прикореневі листки серцеподібно-яйцеподібні, 7–12 см завдовжки, черешкові, видовжені або , по краю нерівномірно виїмчасті. Квітки з блакитним віночком, 2–3 см в діаметрі, зібрані в небагатоквіткові волотеподібні суцвіття, поодинокі на верхівках гілочок. Чашолистки ланцетні. На верхівці коробочка відкривається отворами. Квітує у червні-липні, плодоносить у серпні.

## Чисельність та структура популяції
Дзвоники карпатські ростуть поодиноко або групами. Локальні дифузні популяції можуть займати досить великі площі із низькою щільністю особин, повночленні і відносно стабільні. Головними причинами зміни чисельності є наявність лімітуючих факторів росту у вигляді карбонатних субстратів. Негативний вплив також може мати випасання свійських тварин і пов'язана з ним евтрофікація екотопів. Зниженню чисельності сприяє господарська діяльність людини (городництво, садівництво, пересаджування із диких популяцій до альпінаріїв).

## Ареал
Вид поширений у гірській мережі Карпат. Відомі випадки реєстрування рослини у Західних Карпатах (Словаччина, Польща), Східних Карпатах (Україна) та Південних Карпатах (Румунія, Чорногорія). В Україні відомий в районі Свидівця, Чорногори та Мармароських Альп (поблизу селища Ділове).

## Умови місцезростання
Гемікриптофіт. Росте переважно у лісовому поясі на карбонатних скелях. Часто зустрічається на кам'янистих, щебенистих малопотужних ґрунтах. Нерідко карпатські дзвоники можна зустріти в угрупованнях з Cystopteridion (кл. Asplenietea trichomanis) та кл. Thlaspietea rotundifolii. Мезофітна рослина, що полюбляє багаті на кальцій ґрунти (кальцефіл).

## Охорона
Є рідкісним видом, занесеним до Червоної книги України. Охороняється у Карпатському БЗ. Необхідна ретельна охорона скельних екотопів у межах лісового поясу. Заборонено збирання рослин у природі для пересаджування в альпінарії, руйнування скельних біотопів, випасання худоби у місцях виростання виду.

## Використання
Має цінне декоративне значення. Вирощується в ботанічних садах та приватних альпінаріях. Гарна рослина з естетичної точки зору.